# Trichophallus elongatus
Trichophallus elongatus (лат.) — вид кузнечиков рода Trichophallus из подсемейства Conocephalinae (Salomonina, Agraeciini, Tettigoniidae). Океания: Папуа — Новая Гвинея.
Типовые экземпляры были собраны в 1913 году экспедицией Kaiserin Augustafluss Expedition (1—20.VIII.1913, coll. S. G. Bürgers, Музей естествознания, Берлин). Назван elongatus за удлиненный яйцеклад, который лишь немного расширяется к середине длины.

## Описание
Кузнечики средних размеров (длина тела около 2 см). Основная окраска тела желтовато-коричневая. Самцы отличаются от самцов других видов довольно длинными и узкими, мало изогнутыми и округлыми церками, которые перед концом разделены на короткую сжатую дорсальную долю с усеченным кончиком и суженную вентральную долю с острым кончиком. Титиллаторы длинные и узкие, в апикальной части закрыты и заменены мембранозными структурами, несущими длинные волоски по краю. Субгенитальная пластинка самки, апикальная область которой в значительной степени редуцирована до узких апикальных выступов, похожа на таковую у T. gracilis и T. punctatus. Она отличается от них, а также от других видов рода формой удлиненного яйцеклада, который лишь немного дорсо-вентрально расширен около середины длины..